# Clementine (singel Marka Owena)
Clementine – singel wokalisty zespołu Take That, Marka Owena wydany 31 stycznia 1997. Jest to drugi singel z jego debiutanckiej płyty, Green Man. Utwór ten znalazł się na trzecim miejscu na liście UK Singles Chart i tak jak pierwszy singel "Child" jest na razie najwyżej notowaną piosenką Marka Owena w jego karierze.

## Lista utworów
CD 1 (Wielka Brytania)
1. "Clementine" (Remix) – 3:56
2. "Clementine" (Acoustic Version) – 4:03
3. "Child" (Radio Edit) – 3:48
4. "Child" (Acoustic Version) – 3:35

CD 2 (Wielka Brytania)
1. "Clementine" (Remix) – 3:56
2. "Child" (Live At Abbey Road) – 4:16
3. "Are You With Me?" (Live At Abbey Road) – 3:49
4. "I Am What I Am" (Live At Abbey Road) – 4:44

Kaseta magnetofonowa (Wielka Brytania)
1. "Clementine" (Remix) – 3:56
2. "Child" (Radio Edit) – 3:48

Singel promocyjny
1. "Clementine" (Original Version) – 4:05

## Listy przebojów
| Lista przebojów (1997) | Pozycja |
| ---------------------- | ------- |
| Australia              | 51      |
| Belgia (Flandria)      | 50      |
| Belgia (Walonia)       | 20      |
| Holandia               | 49      |
| Irlandia               | 10      |
| Niemcy                 | 52      |
| Wielka Brytania        | 3       |
| Włochy                 | 11      |